# Sint-Elisabethkerk (Zoersel)

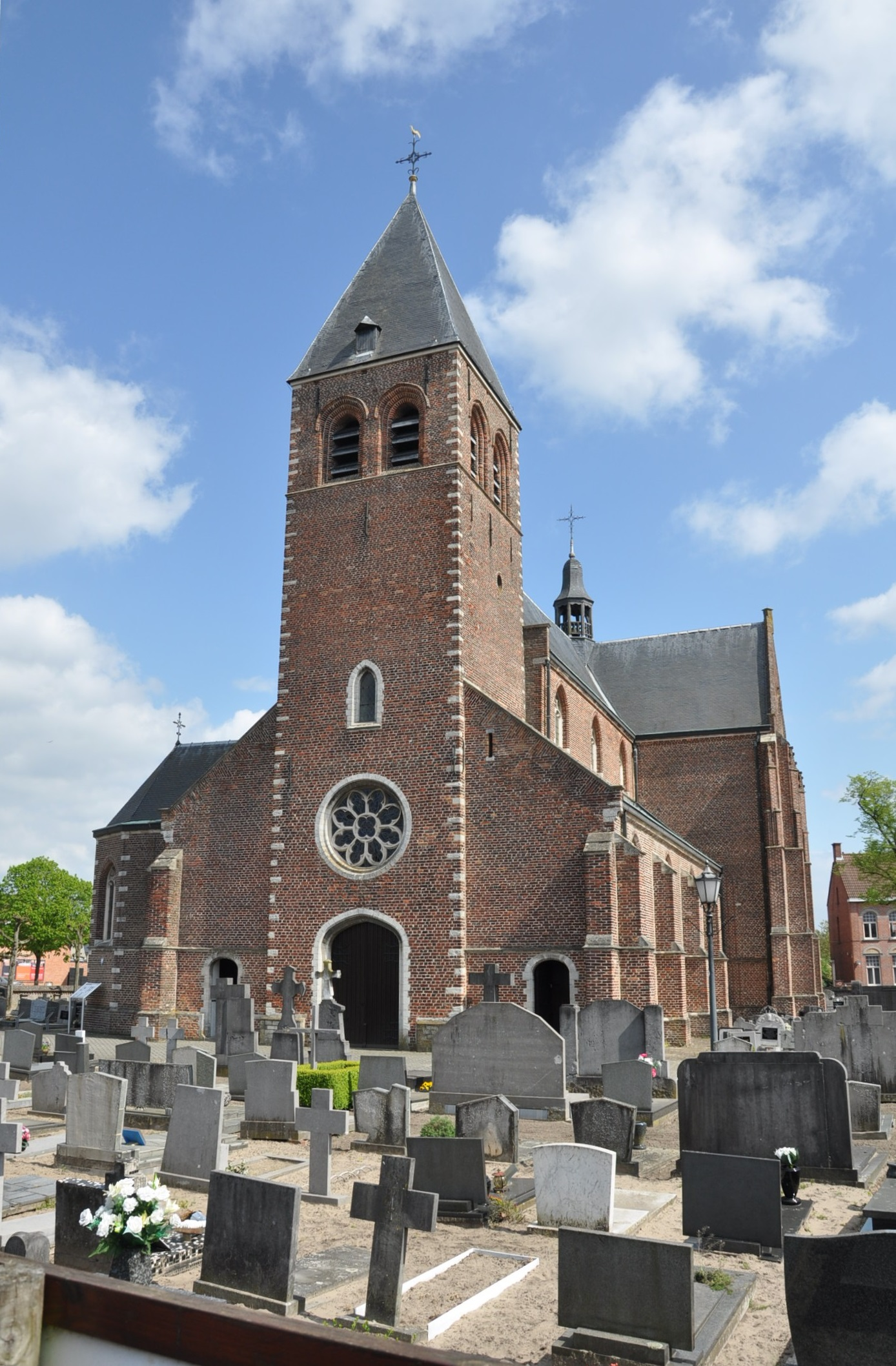
Sint-Elisabethkerk

De Sint-Elisabethkerk is de parochiekerk van de Antwerpse plaats Zoersel, gelegen aan Kerkstraat 1.

## Geschiedenis
Zoersel bezat sinds 1252 een relikwie van Elisabeth van Hongarije. Ergens tussen 1252 en 1308 werd Zoersel een zelfstandige parochie.
In 1529 werd de kapel vervangen door een gotisch kerkgebouw, terwijl de toren al in 1480 werd gebouwd. In het eerste kwart van de 18e eeuw werd de zuidelijke sacristie aangebouwd terwijl in 1864 ook een noordelijke sacristie tot stand kwam, naar ontwerp van Eugeen Gife. In 1903 werd, naar ontwerp van Louis Gife, de kerk hersteld en vergroot.

## Gebouw
Het betreft een gotische bakstenen kruisbasiliek met ingebouwde westtoren. Deze toren, van 1480, heeft vier geledingen en een tentdak. Hij heeft hoekblokken van zandsteen. De eigenlijke kerk is van 1529. Aan de noordzijde van de kerk vindt men metselaarstekens. Er is een doopkapel van 1903. Een calvarie van witgeschilderd hout dateert uit de 16e en 19e eeuw. Het koor is driezijdig afgesloten.

## Interieur
De kerk bezit enkele heiligenbeelden uit de 17e en 18e eeuw. Het neogotisch hoofdaltaar is van 1906. De zijaltaren zijn gewijd aan Onze-Lieve-Vrouw en Sint-Blasius. Het zijn portiekaltaren van 1768. Uit dezelfde tijd dateren de schilderijen Boodschap van de engel Gabriël aan Maria en Marteling van de Heilige Sebastiaan die als altaarstuk dienen.
Ook de preekstoel is van 1768 en werd in 1850 aangekocht van de Sint-Willibrorduskerk te Kasterlee. Er is nog een 17e-eeuwse biechtstoel. Het 15e-eeuwse doopvont is vervaardigd uit arduin en heeft een 19e-eeuws deksel.
Het orgel is oorspronkelijk van 1712 en werd vervaardigd door Henricus Pescheur. Dit orgel werd in latere jaren meermaals verplaatst en gewijzigd.
De glas-in-loodramen zijn van 1906.